# Spencer Reaves
Spencer Reaves (* 23. Dezember 1995 in Newark, Arkansas) ist ein US-amerikanischer Basketballspieler. Zusätzlich verfügt er über die deutsche Staatsangehörigkeit. Der Flügelspieler steht beim Mitteldeutschen BC in der Basketball-Bundesliga unter Vertrag.

## Zeit an der High School
Reaves spielte als Schüler für die Cedar Ridge High School unter Cheftrainer Isaac Middlebrooks und feierte dabei einige Erfolge. So gewann er in seinen vier Jahren mit der Mannschaft vier Conference-Titel und wurde insgesamt dreimal in das „All-Conference“-Team gewählt. Im Anschluss erhielt er einige Angebote von verschiedenen Hochschulen in den Vereinigten Staaten.

## NCAA (2014 bis 2018)
Im Sommer 2014 entschied sich Reaves für ein Stipendium an der North Greenville University in South Carolina. Die Crusaders spielen in der NCAA II. Der vielseitige Guard wurde zu einem Leistungsträger der Hochschulmannschaft. In der Saison 2014/15 kam er insgesamt in 32 Partien zum Einsatz und erzielte durchschnittlich 16,8 Punkte pro Spiel. Mit der NGU stieß Reaves bis in die Endrunde der NCAA II vor. In der Runde der besten 64 Mannschaften unterlag man der Lincoln Memorial mit 62:95.
Nach der Saison entschied sich Spencer, die Universität zu verlassen und schloss sich für die nächsten drei Jahre der University of Central Missouri (NCAA II) an. Auch im Trikot der Mules war der Shooting Guard Leistungsträger. 2016/17 und 2017/18 markierte Reaves im Durchschnitt 17,1 beziehungsweise 17 Zähler pro Begegnung. In seinen vier Jahren in der NCAA II heimste er mehrere Auszeichnungen ein. So wurde Reaves unter anderem 2015 zum „Freshman of the Year“ (bester Neuling des Jahres) seiner Conference gewählt. In seinem Abschlussjahr 2018 gehört er zu den besten fünf Akteuren der Mid-America Intercollegiate Athletics-Conference.
Den US-Amerikaner machte in seiner Collegezeit vor allem seine Stärke von außerhalb der Dreipunktelinie aus. In seinen vier Spielzeiten erzielte Reaves insgesamt 260 Dreier bei insgesamt 632 Versuchen. Das ist eine Trefferquote von 41,1 Prozent.

## Professionelle Basketballkarriere (seit 2018)
Nach seiner Universitätszeit entschloss sich Reaves, berufsmäßig Basketball zu spielen und wechselte nach Europa. Er begann in der dritten spanischen Liga, der LEB Plata, beim Verein Iraurgi SB. Beim Klub auf der Iberischen Halbinsel, der in der Stadt Azpeitia beheimatet ist, machte sich Reaves innerhalb der Spielklasse schnell einen Namen. In insgesamt 19 Spielen wusste der 1,91 Meter große Spieler mit Mittelwerten von 15 Punkten und 2,2 Rebounds pro Partie zu überzeugen. Dank seiner guten Leistungen boten ihm die Verantwortlichen aus Iraurgi eine Vertragsverlängerung für 2019/20 an, welche er unterschrieb. Reaves machte einen weiteren Schritt in seiner Entwicklung und verbesserte sich in allen relevanten statistischen Kategorien. Bis zum Abbruch der Saison durch die COVID-19-Pandemie markierte der Combo Guard 16 Zähler pro Spielrunde.
Im Sommer 2020 verließ der US-Amerikaner Iraurgi und wechselte in die LEB Oro (2. Liga Spanien) zu CB Tizona Burgos. Auch hier wusste Reaves zu überzeugen und gehörte zu den besten Punktesammlern seiner Farben (10,5 Punkte pro Spiel). Mit Burgos rangierte Reaves am Ende der Saison auf dem 14. Tabellenplatz von insgesamt 19 Mannschaften.
Mitte Juli 2021 unterschrieb Reaves einen Zweijahresvertrag bei den Bayer Giants Leverkusen in der zweithöchsten deutschen Spielklasse 2. Bundesliga ProA. Leverkusens Trainer Hansi Gnad war von dem „Gesamtpaket“ des Linkshänders überzeugt. So beschrieb der frühere deutsche Basketball-Nationalspieler den Shooting Guard als „starken Dreipunkteschützen, der von seinen Gegenspielern nur schwer auszurechnen ist“. Am 16. Oktober 2021, dem 5. Spieltag in der ProA, traf Reaves acht Dreipunktewürfe gegen die Artland Dragons und stellte so den Saisonrekord in der Kategorie „meiste erfolgreiche Dreipunktewürfe in einem Spiel“ ein. Bis zum Ende der Partie erzielte der US-Amerikaner 28 Punkte und war einer der Hauptgründe für den 97:78-Sieg der Leverkusener über die Niedersachsen. Bei den Leverkusenern wurde der US-Amerikaner immer mehr zu einer wichtigen Säule im Angriff. In der Hauptrunde erzielte Reaves in sechs Spielen zwanzig oder mehr Zähler. Mit durchschnittlich 14,1 Punkten pro Spiel und einer Dreierquote von 47,0 Prozent (70 von 149 Würfen fanden ihren Weg in den Korb des Gegners) absolvierte der Guard eine gute Saison-Hauptrunde. Die Bayer Giants zogen mit einer Bilanz von 23 Siegen und neun Niederlagen als Tabellenfünfter in die Playoffs ein. Dort traf man in der ersten Runde auf die Gladiators Trier, welche man mit 3:1 bezwang. Im Halbfinale unterlag man den Tigers Tübingen mit 0:3. Mit durchschnittlich 16,1 Zähler pro Spiel war Reaves bester Korbschütze der Rheinländer in den Playoffs. Reaves, der zum Saisonende hin mit großen Knieproblem zu kämpfen hat, kam saisonübergreifend auf Mittelwerte von 14,5 Punkten, 3,4 Assists und 2,2 Rebounds pro Partie.
Ende Juni 2022 gab Bundesligist Brose Bamberg Reaves' Verpflichtung bekannt. Dort unterschrieb er einen Vertrag bis 2025. Bei den Franken etablierte sich der Guard schnell als wichtiger Rotationsspieler, der zumeist von der Bank zum Einsatz kam. In insgesamt 33 Bundesligaspielen für Bamberg spielte Reaves durchschnittlich 16:40 Minuten, erzielte 6,7 Punkte und 2 Rebounds pro Begegnung. Wie bereits in Leverkusen zeichnete er sich als gefährlicher Schütze von außerhalb der Dreipunktelinie aus. Im Schnitt traf er 48,6 Prozent seiner Dreipunktewürfe. Seine beste Saisonleistung lieferte Spencer beim 99:95-Sieg über den Mitteldeutschen Basketball Club ab, denen er 19 Zähler einschenkte. Mit einer Bilanz von 15 Siegen und 19 Niederlagen belegte Bamberg am Ende den zehnten Bundesliga-Tabellenplatz. Reaves spielte mit Bamberg ebenfalls im FIBA Europe Cup. Er zog mit der Mannschaft ins Viertelfinale des Wettbewerbs ein, dort scheiterte man aber am estnischen Spitzenverein BC Kalev (144:165). In 13 Europapokalspielen kam Reaves auf Mittelwerte von 5,7 Punkten und 1,8 Assists. Nach der Saison trennten sich Spencer Reaves und Bamberg.
Er wechselte im Sommer 2023 zum Bundesliga-Aufsteiger SC Rasta Vechta nach Niedersachsen. Für Vechta erzielte Reaves im Laufe der Saison 2023/24 im Durchschnitt 6,7 Punkte je Begegnung. Im Juni 2024 wurde er von Vechtas Bundesliga-Konkurrent Mitteldeutscher BC als Neuzugang vermeldet. Mitte Februar 2025 gewann Reaves mit dem MBC erstmals in der Vereinsgeschichte den deutschen Pokalwettbewerb.
Reaves verlängerte im Juli 2025 seinen Vertrag beim MBC bis Mitte 2027.

## Sonstiges
- Seinen Abschluss an der University of Central Missouri erlangte er im Fach Sport.
- Die Eltern von Spencer, Brian Reaves und Nicole Wilkett, spielten beide Basketball an der Arkansas State University.
- Der Bruder von Reaves, Austin Reaves, spielte zwei Jahre für die University of Oklahoma in der NCAA l. Im Anschluss erhielt er im Sommer 2021 einen Zweiwegevertrag bei den Los Angeles Lakers in der NBA.
- Reaves' Großmutter besitzt deutsche Wurzeln.[22]

## Webtipps
- Statistiken von Spencer Reaves in den USA und Europa
- Spielerseite auf der Homepage der Bayer Giants Leverkusen
- Spielerseite auf der Homepage der Basketballmannschaft an der University of Central Missouri
- Highlights von Reaves aus der Saison 2020/21 bei CB Tizona Burgos auf YouTube
- Highlights von Reaves aus der Saison 2021/22 bei den Bayer Giants Leverkusen auf YouTube
- easyCredit BBL – Spencer Reaves – Spielerprofil auf der Website der easyCredit Basketball-Bundesliga
- Spencer Reaves – Spielerprofil auf der Website der BARMER 2. Basketball-Bundesliga (ProA und ProB)